# Monumentul Mileniului din Brașov
Monumentul Mileniului din Brașov (în maghiară Brassói millenniumi emlékmű) a fost un monument comemorativ inaugurat la 18 octombrie 1896 pe Muntele Tâmpa din orașul Brașov, cu ocazia sărbătorii a 1000 de ani de la Cucerirea de către maghiari a Bazinului Panonic. Monumentul, cu o înălțime de 21,5 m, consta dintr-un soclu cu profil cilindric, în trepte și crestături, pe care se afla o coloană dorică cu caneluri, iar deasupra se ridica o statuie de 3,5 metri a unui războinic arpadian.